# Global alarm
Global alarm er en dansk kortfilm fra 2009 med instruktion og manuskript af Svend Ploug Johansen.

## Handling
Filmen er en klima-thriller, der fortæller en skræmmende historie om en nær fremtid, hvor en klimakatastrofe truer hele verden.